# Trichoplusia epicharis
Trichoplusia epicharis là một loài bướm đêm trong họ Noctuidae.